# Символ за валута
Знак или символ за валута (на английски: Currency symbol) е буква, йероглиф, специален знак или символ, и други разновидности на графеми, прости графични и други съкращения (в това число във вид на буквен код), използвани за съкратено обозначение на паричните единици или бързото им въвеждане с клавиатура. Също така това са групата типографски знаци в стандарта Уникод, разположени в диапазона 20A0-20CF и включващи кратки представяния на валутите. Към момента на публикация на 8-а версия на стандарта в нея са включени 53 графеми, макар в действителност броят на символите за валута е много по-голям.
Често знаците за валута не са уникални, като един и същи символ служи за представяне на няколко валути. В същото време има парични единици без специфичен символ и за обозначаването им се ползва просто съкращение. Основната област на приложение на символите за валута са неспециализираните текстове. В специализираната литература се препоръчва да се използват трибуквените кодове на валутите според стандарта ISO 4217.